# Men of Honor
Men of Honor är en amerikansk långfilm från 2000 i regi av George Tillman Jr., med Robert De Niro, Cuba Gooding Jr., Charlize Theron och Aunjanue Ellis i rollerna.

## Handling
Carl Brashear lyckas efter massor av ansökningar komma in på marinens dykskola men dess chef har bestämt att inga svarta någonsin kommer att lyckas ta examen. Med envishet lyckas dock Brashear. Hans överordnade Billy Sundays fientlighet mot honom vänds efterhand i respekt.

## Rollista
| Robert De Niro   | – Master Chief Billy Sunday |
| Cuba Gooding Jr. | – Chief Carl Brashear       |
| Charlize Theron  | – Gwen Sunday               |
| Aunjanue Ellis   | – Jo                        |
| Hal Holbrook     | – "Mr. Pappy"               |
| Michael Rapaport | – GM1 Snowhill              |
| Powers Boothe    | – Captain Pullman           |
| David Keith      | – Captain Hartigan          |
| Holt McCallany   | – MM1 Dylan Rourke          |
| David Conrad     | – Lt.                       |
| Joshua Leonard   | – PO2 Timothy Douglas Isert |
| Carl Lumbly      | – Mac Brashear              |
| Lonette McKee    | – Ella Brashear             |
| Glynn Turman     | – Chief Floyd               |
| Dennis Troutman  | – Boots                     |